# Montcalm (hameau)
Pour les articles homonymes, voir Montcalm.
Montcalm est un hameau de vingt-cinq habitants qui appartient à la commune française de Vauvert, dans le Gard, en région Languedoc-Roussillon. Ce hameau dispose d'une annexe de la mairie, d'un restaurant, d'une école, de locations touristiques et d'un musée automobile.

## Géographie
Le hameau de Montcalm est situé en pleine Petite Camargue, au milieu des étangs et des marais. Il se trouve près de la route D 179 à environ 25 km au sud du centre de Vauvert.

## Histoire
Avant la Révolution Française, Montcalm fait partie des terres de la famille de Montcalm dont le château se trouve sur la commune de Vestric-et-Candiac. À Montcalm, il n'y a rien à part des terres, le hameau n'existe pas. Pendant la Révolution française, les propriétaires sont expropriés et les terres vendues. Elles sont récupérées sous la Restauration par plusieurs propriétaires forains successifs . 
L'histoire du hameau de Montcalm commence réellement à la fin du XIXe siècle. Montcalm est une création ex nihilo d'origine urbaine située dans le Bas-Languedoc. À cette époque, ce sont des bourgeois de la ville de Marseille qui investissent dans le Bas-Languedoc à la recherche de nouvelles terres à exploiter. Le Bas-Languedoc et la Petite Camargue attirent les investisseurs, car on peut y développer un vignoble planté dans le sable, ce qui le protège du phylloxéra faisant des ravages à cette époque. En 1882, l'entrepreneur et grand bourgeois marseillais Louis Prat, à la tête de l'industrie Noilly-Prat qui fabrique du vermouth et de l’absinthe, achète les terres de Montcalm. Il s'approprie 700 ha de terres qui lui permettent de planter des vignes dans les zones sablonneuses, le long de la route conduisant d'Aigues-Mortes à Sylvéréal, tandis que les espaces de marécages, de pâtis à mûriers et de bois sont réservés pour la chasse. 
Afin de développer son domaine viticole et son domaine de chasse, Louis Prat fait construire un château servant de pavillon de chasse et de maison secondaire. Il peut y accueillir et loger toute la bourgeoisie marseillaise, amis, proches et hommes politiques marseillais venus chasser avec lui. Autour du château, il fait construire une agglomération. Il établit les mas du Pive et le Mas Neuf. On y trouve également des bâtiments d'exploitation : une cave et des écuries pour les chevaux de chasse à courre. On crée aussi un « ramonettage » qui est une grande résidence collective pour loger les employés, les travailleurs saisonniers et les domestiques (une quarantaine d'employés) surveillés par le « ramonet » (sorte de contremaître). S'ajoutant à ces infrastructures, on construit également : un four public, un château d'eau, un lavoir public, une école pour les enfants des employés et une chapelle située à 500 m du château. Après les dures journées de vendanges les agriculteurs venaient se détendre au restaurant La Ceinture qui était dirigé par Juliette et Maurice Blucher[réf. nécessaire].
À la mort de Louis Prat, en 1932, le domaine n'est pas repris, faute d'héritiers directs. Depuis, plusieurs propriétaires se partagent ses terres. L'école a été reprise par la commune de Vauvert et les pavillons autour du château achetés par divers propriétaires. Le château lui-même est passé dans les mains de plusieurs acquéreurs. Ce château est actuellement en ruine. La ville de Vauvert a inauguré une salle polyvalente au nom de Louis Prat en juin 2013.
Sur la route reliant les Saintes-Maries-de-la-Mer et Aigues-Mortes se trouve le musée automobile de Camargue.

## Activité économique
Montcalm est un hameau principalement dynamisé par la culture du raisin et le tourisme. Etant placé à une idéale distance entre Aigues Mortes, Les Saintes Maries de la Mer, Nîmes, Arles et Montpellier.